# لاري ديكسون
لاري ديكسون (بالإنجليزية: Larry Dixon)‏ هو سياسي أمريكي، ولد في 31 أغسطس 1942 بنواتا في الولايات المتحدة. حزبياً، نشط في الحزب الجمهوري والحزب الديمقراطي. وقد انتخب عضو مجلس نواب ألاباما.